# Comandante Kraken
Comandante Kraken (Commander Kraken), il cui vero nome è sconosciuto, è un personaggio di finzione, creato da Roy Thomas (testo) e Sal Buscema (disegni), pubblicato dalla Marvel Comics La sua prima apparizione è in Namor, The Sub-Mariner n. 27 (luglio 1970).

## Storia editoriale
Il Comandante Kraken è comparso per la prima volta in Sub-Mariner n. 27 (luglio 1970), ed è stato creato da Roy Thomas e Sal Buscema.
Il personaggio è poi apparso in The Cat n. 3 (aprile 1973), Iron Man n. 93 (dicembre 1976), ed è stato ucciso dal Flagello dei criminali in Captain America n. 319 (luglio 1986).
Al Comandante Kraken è stata dedicata una voce nell'Official Handbook of the Marvel Universe Deluxe Edition n. 16.

## Biografia del personaggio
Il Comandante Kraken è un pirata dell'era moderna che ha combattuto contro Namor il Sub-Mariner. Namor ha usato il Kraken, una piovra gigantesca, per sconfiggere il nemico. Dopo uno scontro con la Donna Gatto, è riapparso in seguito con un aspetto totalmente diverso. Dopo essersi sottoposto a chirurgia plastica ed essersi potenziato con un missile inserito in una gamba prostetica e una spada elettrificata, ha combattuto contro Iron Man.
Nel n. 121 di Daredevil (dopo la comparsa del personaggio in Donna Gatto e prima del cambio di aspetto in Iron Man), si scopre che il Comandante Kraken è a capo della divisione navale dell'HYDRA. Ma questa è l'unica volta in cui il personaggio viene esplicitamente associato al gruppo terrorista. Nel 2009, Marvel ha creato un nuovo personaggio chiamato semplicemente Kraken, che sarà parte integrante delle operazioni dell'HYDRA.
In seguito, il Comandante Kraken è stato invitato a un incontro organizzato al “Bar Senza Nome” da Gary Gilbert per discutere le contro-misure per sventare la minaccia del Flagello dei criminali. Kraken si è presentato all'evento ed è stato ucciso insieme a tutti gli altri criminali presenti dallo stesso Flagello, che si era infiltrato come barista.
Il Comandante Kraken è tra i personaggi defunti che si vedono nell'Erebo quando Ercole compie il suo viaggio negli Inferi. In quel luogo, ha ripreso le sembianze originali. In seguito lo si trova tra i membri della Giuria di Plutone (insieme ad Abominio, Armless Tiger Man, Artume, il Barone Heinrich Zemo, Iron Monger, Jack Lanterna, Kyknos, Nessus, Orka, Flagello dei criminali, e Veranke) al processo di Zeus.

## Poteri e abilità
Il Comandante Kraken ha un uncino al posto della mano sinistra che è in grado di emettere una scossa elettrica; in seguito è stato sostituito da una mano bionica. Anche la gamba sinistra è bionica e gli consente di volare. L'elettrospada può lanciare fasci di elettricità e deviare gli attacchi.
Il Comandante Kraken in origine usava dei sottomarini a forma di calamaro che chiamava "Navi Calamaro" per le sue gesta piratesche. Dopo il cambio di aspetto nel 1976, il suo mezzo di trasporto preferito era un brigantino chiamato "L'Albatross". Questa nave, in puro stile pirata, poteva trasformarsi in un potente sottomarino dorato.